# Libanesische Nationalbibliothek

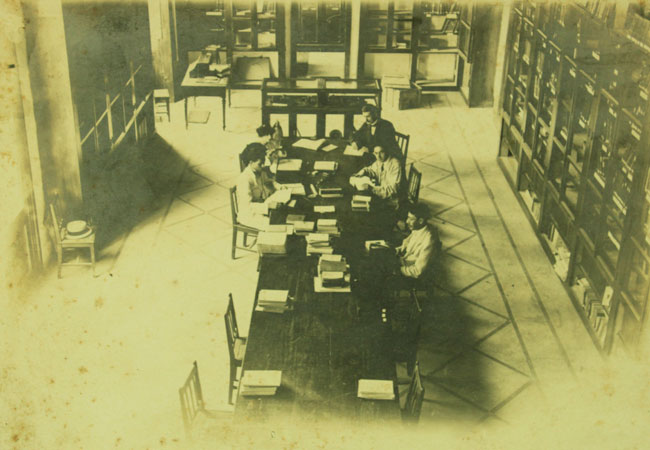
Lesesaal der alten BNL

Die Libanesische Nationalbibliothek (arabisch المكتبة الوطنية اللبنانية, DMG al-Maktaba al-Waṭaniyya al-lubnāniyya; französisch Bibliothèque nationale du Liban; BNL) ist die Nationalbibliothek des Libanon. 
Sie wurde 1921 von Philippe de Tarrazi (1865–1956) in Beirut gegründet, als er seine private Sammlung mit einem Umfang von circa 20.000 gedruckten Dokumenten, 3.000 Handschriften und den Erstausgaben von Zeitschriften und Zeitungen dem libanesischen Staat schenkte. Die Bibliothek erhielt den Namen Grande Bibliothèque de Beyrouth und war seit 1937 im Parlamentsgebäude auf dem Place d’Etoile, im Zentrum Beiruts, untergebracht. Bis zum Jahr 1975 konnte sie ihren Bestand auf über 200.000 Medien erweitern.
Die Funktion der Nationalbibliothek war jedoch nicht klar bestimmt. Es gab auch keine Stellen für den internationalen Leihverkehr und Tausch. Das seit 1924 bestehende Pflichtexemplarsrecht wurde nicht konsequent angewendet. Eine vollständige Nationalbibliographie wurde daher nicht erstellt. In den 1960er und 1970er Jahren erschien jedoch jeweils ein Band.
Im Libanesischen Bürgerkrieg, dem die Nationalbibliothek ungeschützt ausgesetzt war, wurde ein Teilbestand dem Nationalarchiv übergeben, ein Teil an verschiedenen Orten ausgelagert, der Rest gestohlen oder zerstört.
1994 wurde von einer Expertengruppe der französischen Nationalbibliothek der erste Plan zu einer Wiederherstellung ausgearbeitet. Von 2003 bis 2006 wurde mit finanzieller Unterstützung der Europäischen Union der Bestand restauriert. 2007 begann die Katalogisierung. 
Im Dezember 2018 wurde die Nationalbibliothek mit einem Bestand von über 300.000 Exemplaren in einem Neubau gegenüber dem Sanayeh-Park wiedereröffnet.